# Стийв Сидуел
Стивън Джеймс Сидуел (на английски: Steven James "Steve" Sidwell), известен като Стийв Сидуел, е английски професионален футболист, централен полузащитник. Той е играч на ФК Фулъм.